# Ampedus pooti
Ampedus pooti é uma espécie de insetos coleópteros polífagos pertencente à família Elateridae.
A autoridade científica da espécie é Wurst, tendo sido descrita no ano de 1995.
Trata-se de uma espécie presente no território português.